# G12-es gyorsított személyvonat
A G12-es gyorsított személyvonat budapesti elővárosi vonat volt ami Budapest-Keleti és Budapest-Kelenföld között közlekedett. Vonatszámuk négyjegyű volt, 93-mal kezdődött.

## Története
2023. október 27. és november 17. között közlekedett. Biatorbágy és Szárliget közötti felújítás miatt a teljes kizárás miatt a bécsi nemzetközi vonatok csak Tatabányáig közlekedettek. Budapest-Kelenföld és Tatabánya között pótlóbuszok közlekedtek. A járat az EuroCity és a Railjet vonatok pótlása miatt közlekedett Keleti pályaudvar és Kelenföld között, Kelenföldön biztosított volt az átszállás a pótlóbuszokra.

## Útvonala
| 0  | Budapest-Keleti végállomás    | 13 | 23, 24 5, 7, 7E, 8E, 20E, 30, 30A, 108E, 110, 112, 133E, 230 73, 76, 78, 79, 80 S60 , G60 , Z60 , S80 , G80 , IC, EC, EN, InterRégió, személyvonat, gyorsvonat, expresszvonat |
| 13 | Budapest-Kelenföld végállomás | 0  | 1, 19, 49 8E, 40, 40B, 40E, 53, 58, 87, 87A, 88, 88A, 101B, 101E, 108E, 141, 150, 150B, 153, 154, 172, 173, 187, 188, 188E, 250, 250B, 251, 251A, 251E, 272 689, 691, 710, 712, 715, 720, 722, 724, 725, 727, 731, 732, 734, 735, 736, 760, 762, 763, 764, 767, 770, 774, 775, 778, 779, 798, 799 S10 , S12 , S30 , Z30 , S36 , S40 , G40 , Z40 , S42 , Z42 , G43 , G44 , IC, InterRégió, személyvonat, sebesvonat, gyorsvonat, expresszvonat |